# Strich (chinesische Schriftzeichen)
Jedes chinesische Schriftzeichen setzt sich aus so genannten Strichen (Pinyin: Bǐhuà, Hanzi: 笔画) zusammen. Als Striche gelten dabei jene graphischen Elemente, die stets in einem Zug, also ohne abzusetzen geschrieben werden.
Es gibt nur eine beschränkte Anzahl solcher Striche. Man kann sie in zwei Gruppen unterteilen: Grundstriche, die keine Richtungsänderung beinhalten, und komplexe Striche, die aus zwei oder mehreren Grundstrichen aufgebaut sind und/oder eine Richtungsänderung aufweisen. Folgende Tabelle zeigt die Grundstriche:
| Strich | Chinesische Bezeichnung   | Beschreibung | Beispiel |
| ------ | ------------------------- | --- | -------- |
|        | 點 / 点, diǎn – „Punkt“   | sehr kurzer Strich; in vielen Schriftarten und wenn mit dem Pinsel geschrieben tropfenförmig; kommt in verschiedenen Ausrichtungen vor | 汉       |
|        | 横, héng – „horizontal“   | von links nach rechts gezogener waagerechter, manchmal leicht ansteigender Strich                                                      | 大       |
|        | 豎 / 竖, shù – „vertikal“ | von oben nach unten gezogener senkrechter Strich                                                                                       | 中       |
|        | 撇, piě                   | nach links unten gezogener, leicht gebogener Strich                                                                                    | 不       |
|        | 捺, nà                    | nach rechts unten gezogener, leicht gebogener Strich                                                                                   | 人       |
|        | 提, tí                    | nach rechts oben ansteigend gezogener Strich                                                                                           | 孑       |

Ein wichtiges zusätzliches Element ist noch der Haken (鈎 / 钩,  gōu), der nur in Verbindungen am Ende von Strichen vorkommt; außerdem gibt es noch ein Strichelement (弯,  wān).
Komplexe Striche bestehen im Wesentlichen aus diesen Grundstrichen oder Variationen davon. Komplexe Striche werden bezeichnet, indem die Bestandteile, aus dem der Strich besteht, aneinandergereiht werden. Eine wichtige Ausnahme ist hierbei, dass ein abrupter Richtungswechsel zwischen zwei geraden Teilstrichen einheitlich als 折,  zhé – „biegen“ bezeichnet wird. In Bezeichnungen anderer komplexer Striche kommen noch weitere Elemente vor. Eine Auswahl komplexer Striche zeigt folgende Tabelle:
| Strich | Chinesische Bezeichnung               | Beispiel |
| ------ | ------------------------------------- | -------- |
|        | 橫折鈎 / 横折钩, héng-zhé-gōu         | 门       |
| 乙     | 橫折彎鈎 / 横折弯钩, héng-zhé-wān-gōu | 呓       |
| 亅     | 竪鈎 / 竖钩, shù-gōu                  | 东       |
| 乚     | 竪彎鈎 / 竖弯钩, shù-wān-gōu          | 也       |
|        | 斜鈎 / 斜钩, xié-gōu                  | 民       |

Die Anzahl der Striche ist nicht genau festgelegt. Einige Striche kommen in Varianten vor, die wiederum als separate Striche betrachtet werden können.
In Unicode sind in Version 5.1 im Unicode-Block CJK-Striche 36 Striche kodiert, dabei sind gōu, wān und xié nicht als Einzelstriche angeführt. Ebenfalls fehlen dort die bei den acht Prinzipien genannten komplexen Striche H+S+G und T+W.